# Selección de fútbol sub-17 de Islandia
La Selección de fútbol sub-17 de Islandia es el equipo que representa al país en el Mundial Sub-17 y en la Eurocopa Sub-17; y es controlado por la Federación de Fútbol de Islandia.

## Participaciones

### Mundial Sub-17
| Año         | Fase            | Posición        | PJ              | PG              | PE              | PP              | GF              | GC              |
| 1991 – 2023 | No se clasificó | No se clasificó | No se clasificó | No se clasificó | No se clasificó | No se clasificó | No se clasificó | No se clasificó |
| 2025        | Por definir     | Por definir     | Por definir     | Por definir     | Por definir     | Por definir     | Por definir     | Por definir     |
| Total       | 0/19            | –               | 0               | 0               | 0               | 0               | 0               | 0               |
| ----------- | --------------- | --------------- | --------------- | --------------- | --------------- | --------------- | --------------- | --------------- |

### Eurocopa Sub-16/Sub-17
| Año   | Ronda          | J  | G | E | P  | GF | GC |
| ----- | -------------- | -- | - | - | -- | -- | -- |
| 1985  | Fase de grupos | 3  | 0 | 0 | 3  | 0  | 10 |
| 1991  | Fase de grupos | 3  | 1 | 0 | 2  | 3  | 5  |
| 1993  | Fase de grupos | 3  | 1 | 0 | 2  | 6  | 5  |
| 1994  | Fase de grupos | 3  | 0 | 0 | 3  | 3  | 6  |
| 1997  | Fase de grupos | 3  | 1 | 0 | 2  | 2  | 5  |
| 1998  | Fase de grupos | 3  | 0 | 1 | 2  | 1  | 4  |
| 2007  | Fase de grupos | 3  | 0 | 0 | 3  | 1  | 10 |
| 2012  | Fase de grupos | 3  | 0 | 1 | 2  | 2  | 4  |
| 2019  | Fase de grupos | 3  | 1 | 0 | 2  | 6  | 8  |
| Total | 9/40           | 27 | 4 | 2 | 21 | 24 | 57 |